# (36482) 2000 QR31
2000 QR31 (asteroide 36482) é um asteroide da cintura principal. Possui uma excentricidade de 0.13740590 e uma inclinação de 7.88010º.
Este asteroide foi descoberto no dia 26 de agosto de 2000 por LINEAR em Socorro.